# Last of a Dyin' Breed
Last Of A Dyin' Breed é o décimo terceiro álbum de estúdio da banda estadunidense de southern rock Lynyrd Skynyrd. O álbum foi anunciado dia 2 de maio de 2012 e tem seu lançamento programado para dia 21 de agosto de 2012. Será o primeiro com Johnny Colt no baixo.

## Faixas
| N.º | Título                    | Duração |  |
| 1.  | "Last of a Dyin' Breed"   | 3:51    |  |
| 2.  | "One Day at a Time"       | 3:46    |  |
| 3.  | "Homegrown"               | 3:41    |  |
| 4.  | "Ready to Fly"            | 5:26    |  |
| 5.  | "Mississippi Blood"       | 2:57    |  |
| 6.  | "Good Teacher"            | 3:07    |  |
| 7.  | "Something to Live For"   | 4:29    |  |
| 8.  | "Life's Twisted"          | 4:33    |  |
| 9.  | "Nothing Comes Easy"      | 4:13    |  |
| 10. | "Honey Hole"              | 4:35    |  |
| 11. | "Start Livin' Life Again" | 4:23    |  |

## Pessoal
- Johnny Van Zant – Vocal
- Gary Rossington – Guitarra
- Rickey Medlocke – Guitarra
- Michael Cartellone – bateria
- Mark Matejka - Guitarra
- Johnny Colt - Baixo
- Peter Keys - teclado
- John Lowery ou "John 5" - Guitarra Adicional